# Багдасаров, Ростислав Игоревич
Ростисла́в И́горевич Багдаса́ров (укр. Ростислав Ігорович Багдасаров; 24 мая 1993 года, Донецк, Украина — 13 марта 2021 года) — украинский футболист, защитник.

## Биография
Воспитанник Академии донецкого «Шахтёра», куда его пригласили на просмотр после одной из игр на уровне школьного футбола, в результате которого выяснилось, что он вполне отвечал предъявляемым для поступления требованиям. С 2006 по 2010 год провёл 73 матча и забил 22 мяча в чемпионате ДЮФЛ, был капитаном команды состава U-16.

### Клубная карьера
14 марта 2010 года дебютировал на профессиональном уровне за «Шахтёр-3» во Второй лиге. За фарм-клуб «горняков» выступал до 2013 года, проведя в общей сложности 72 встречи и забив 3 гола в первенстве и 1 поединок сыграв в Кубке лиги. За основной состав донецкого «Шахтёра» Ростислав в итоге не сыграл ни разу, проведя лишь 4 матча за молодёжную (U-21) команду в сезоне 2013/14, в котором она стала серебряным призёром турнира. Одной из причин неудачной карьеры в донецком клубе стала серьёзная травма, полученная Багдасаровым во время двусторонки в конце одной из тренировок, при этом, по словам самого игрока, после этой травмы он начал по-другому смотреть на футбол и жизнь, она стала для него поучительным моментом, сделала более рассудительным и поспособствовала более профессиональному отношению к футболу.
В 2015 году сыграл 8 встреч в любительском чемпионате Украины за «Колос» из Ковалёвки, с которым в январе стал победителем Мемориала Макарова, после чего в феврале был на просмотре в клубе «Черкасский Днепр», принимал участие в спаррингах, однако в итоге остался в «Колосе». В клубе из Ковалёвки Ростислав оказался по приглашению главного тренера команды Руслана Костышина после неудачных попыток трудоустроиться с лета до зимы 2014 года.
В июле 2015 года пополнил состав днепродзержинской «Стали», за основную команду которой дебютировал 21 августа того же года в выездном кубковом поединке против «Черкасского Днепра», выйдя на замену вместо Александра Козака на 59-й минуте встречи, а 28 ноября впервые сыграл в Премьер-лиге, выйдя в стартовом составе команды в выездном матче против луганской «Зари», в котором отыграл 60 минут, после чего был заменён на Юрия Путраша. 24 января 2016 года стало известно, что Ростислав покинул «Сталь» вместе с ещё одним игроком команды Владимиром Гоменюком. Всего за днепродзержинский клуб провёл 1 поединок в чемпионате, 1 встречу в Кубке Украины и 12 матчей, в которых забил 1 гол, в молодёжном первенстве.
4 февраля 2016 года появилась информация, что Багдасаров находится в тренировочном лагере на тот момент лидера турнира Второй лиги «Колоса» из Ковалёвки, за который футболист ранее выступал на любительском уровне в первой половине 2015 года. 22 февраля официально стал игроком «Колоса», подписав контракт на 2 года. Дебютировал в первенстве 26 марта в выездном матче против киевского «Арсенала».

### Карьера в сборной
С 2008 по 2009 год выступал за юношескую сборную Украины до 16 лет, в 13 матчах забил 2 гола. С 2009 по 2010 год играл за сборную до 17 лет, провёл 12 встреч. В 2010 году принял участие в 4 поединках команды до 18 лет.
В 2017 году был вынужден завершить профессиональную карьеру из-за проблем с сердцем. Скончался 13 марта 2021 года в возрасте 27 лет.

## Статистика
| Клуб              | Лига         | Сезон   | Чемпионат | Чемпионат | Кубок | Кубок | Прочее | Прочее |
| Клуб              | Лига         | Сезон   | Игры      | Голы      | Игры  | Голы  | Игры   | Голы   |
| ----------------- | ------------ | ------- | --------- | --------- | ----- | ----- | ------ | ------ |
| Шахтёр-3          | Вторая лига  | 2009/10 | 3         | 0         |       |       | 1      | 0      |
| Шахтёр-3          | Вторая лига  | 2010/11 | 11        | 0         |       |       |        |        |
| Шахтёр-3          | Вторая лига  | 2011/12 | 24        | 0         |       |       |        |        |
| Шахтёр-3          | Вторая лига  | 2012/13 | 34        | 3         |       |       |        |        |
| Шахтёр (Донецк)   | Премьер-лига | 2013/14 |           |           |       |       | 4      | 0      |
| Колос (Ковалёвка) | ААФУ         | 2015    | 8         | 0         |       |       |        |        |
| Сталь             | Премьер-лига | 2015/16 | 1         | 0         | 1     | 0     | 12     | 1      |
| Колос (Ковалёвка) | Вторая лига  | 2015/16 | 4         | 0         |       |       |        |        |

1. 1 2  Кубок украинской лиги.
2. 1 2 3 4  Дубль.